# Komputer DNA
Komputer DNA (biokomputer) – komputer, w którym obliczenia zachodzą dzięki reakcjom chemicznym między cząsteczkami DNA.

## Zasada działania
W komputerze DNA informacja jest zakodowana w postaci łańcuchów DNA. Podobnie jak zwykłe komputery, składa się z bramek logicznych, te jednak są oparte na enzymach. Enzymy te powodują reakcje chemiczne między łańcuchami a ich wynik stanowi nową informację. Komputer taki jest probabilistyczny – wynik każdego działania otrzymujemy jedynie z pewnym prawdopodobieństwem.

## Rozwój komputerów DNA

### Eksperyment Adlemana
W 1994 r. Leonard Adleman zaproponował ideę rozwiązywania problemów matematycznych za pomocą cząsteczek DNA. Na łamach magazynu Science przedstawił metodę rozwiązania problemu znajdywania ścieżki Hamiltona dla 7 miast i 13 dróg między nimi. Eksperyment miał następujący przebieg:
- Każde miasto było reprezentowane przez losowy łańcuch DNA o długości 20, np:

G-C-A-C-T-G-G-A-C-T-C-A-T-G-C-A-C-T-G-T
- Droga między miastami 1 i 2 reprezentowana była przez łańcuch długości 20 składający się z cząsteczek stanowiących dopełnienie (na zasadzie komplementarności: A-T, C-G) zasad łańcuchów reprezentujących te miasta, w połowie od każdego. Ponieważ w DNA adenina (A) łączy się z tyminą (T) a cytozyna (C) z guaniną (G), pierwsza połowa łańcucha łączyła się z połową łańcucha reprezentującego miasto 1, a druga z połową łańcucha reprezentującego miasto 2. Przykładowo, łańcuchy miasto 1 i miasto 2 można połączyć łańcuchem reprezentującym drogę w następujący sposób:

G-C-A-C-T-G-G-A-C-T-C-A-T-G-C-A-C-T-G-T

Łańcuch taki działa niczym klocek Lego łączący dwa inne umieszczone "na górze". Kontynuując w ten sposób mogą powstać łańcuchy DNA reprezentujące ścieżki przechodzące kolejno przez kilka miast.
- Miliardy łańcuchów umieszczono w próbówce i wymieszano.
- Łańcuchy łączą się ze sobą tworząc wszystkie możliwe ścieżki od miasta 1 do 7.
- Przy zastosowaniu reakcji chemicznych wyeliminowane zostają wszystkie ścieżki poza tymi, które zawierają dokładnie 7 różnych łańcuchów.

Znalezienie wszystkich możliwych ścieżek zajęło kilka sekund, jednak wykluczenie nie spełniających warunków zadania trwało kilka dni.

### Bramki logiczne
W 1997 r. Animesh Ray i Mitsu Ogihara z Uniwersytetu w Rochester skonstruowali pierwsze bramki logiczne DNA. Wykrywają one fragmenty materiału genetycznego na wejściu, a następnie łączą je dając w rezultacie nowy łańcuch. Przykładowo bramka AND powstaje przez połączenie dwóch łańcuchów końcami przy pomocy ligazy. Długość łańcucha wynikowego można wyznaczyć stosując metodę elektroforezy żelowej.
W 2002 na Uniwersytecie Columbia opracowano szereg bramek opartych na enzymie DNA, fosfodiesterazie.

### Pierwszy komputer
Informacja o pierwszym komputerze DNA pojawiła się 28 marca 2002 r. w magazynie Nature. Został on skonstruowany pod kierunkiem Ehuda Shapiro w Instytucie Weizmanna. Spełniał wymogi automatu skończonego. Był on wyposażony w prosty moduł wejścia i wyjścia i mógł diagnozować komórkę nowotworową i podawać jej lek.

### Kółko i krzyżyk
W 2003 r. naukowcy z Uniwersytetu Columbia i Uniwersytetu Nowego Meksyku skonstruowali komputer MAYA, który potrafił grać w kółko i krzyżyk.
Składał się z 23 bramek DNA rozmieszczonych w próbówkach oznaczających 8 zewnętrznych pól planszy do gry. Przebieg gry wyglądał następująco:
- Ruch człowieka polegał na dodaniu jednego z ośmiu DNA do każdego z pól. Każdy rodzaj DNA miał inną sekwencję i oznaczał wybór innego pola w grze.
- W wyniku reakcji wewnątrz pól, bramki wywoływały fluorescencję odpowiedniego pola, co oznaczało ruch komputera.
- Pierwszy ruch w grze należał do komputera i wykonywał go zawsze w centralnym polu.
- Drugi ruch człowieka ograniczony był tylko do dwóch pól: górnego i środkowego w lewej kolumnie.
- Istnieje 19 możliwych scenariuszy tej gry. W żadnym komputer nie przegrywał.

W 2006 roku powstała MAYA-II, udoskonalona wersja komputera, która zawierała 128 bramek DNA. Pierwszy ruch znów należał do komputera i był wykonywany w centralnym polu, tym razem jednak człowiek mógł wybrać dowolne z ośmiu pozostałych pól. Pozwalało to na 76 możliwych scenariuszy gry.
Gra zajmuje dużo czasu. Obliczenie jednego ruchu trwa od 2 do 30 minut.

## Zastosowanie
Komputer DNA może być stosowany do identyfikacji wirusów lub znajdowania mutacji w materiale genetycznym. Można go używać w roztworach chemicznych i w żywych organizmach, co może umożliwiać diagnozę i leczenie nawet na poziomie pojedynczych komórek.